# Буйная ватага
Буйная ватага (азерб. Dəcəl dəstə) — советская детская комедия 1937 года производства киностудии «Азерфильм».
Фильм посвящён жизни учеников одной из бакинских школ. Первая роль в кино азербайджанской актрисы Лейлы Джаваншировой (Бадирбейли).

## Создатели фильма

### В ролях
- А. Варганова — Оля
- Муртуза Ахмедов — Гейдар
- А. Багирова — Нина
- А. Мирзаев — Юсиф
- Лейла Бадирбейли — школьная девушка
- Н. Антонов — Миша
- Г. Молодцов — Гриша

### Административная группа
режиссёры-постановщики : Александр Попов, Гамар Салимзаде
автор сценария : Юрий Фидлер
композитор : М. Бахчисараев
художник-гримёр : Виктор Аден
художник : Гасым Салимханов
звукооператор : М. Белоусов
помощник режиссёра : Зейнаб Казымова
авторы текста песен : Расул Рза, Юрий Фидлер